# 聖彼得和保羅教堂 (阿拉斯加州聖保羅島)
聖彼得和保羅教堂（俄语：Св. Церковь Петра и Павла）是一座位于聖保羅島上的俄羅斯東正教教堂。现今的教堂建于1907年，并于1980年被列入國家史蹟名錄。该教堂现隶属于美國東正教阿拉斯加教區。
根据历史记载，圣保罗岛的第一座教堂建于1779年，第二座教堂于1819年建成，耸立在该岛的最高点。而目前现存的教堂建于1907年，在当时被称为“阿拉斯加拜占庭建筑中设计风格最为雄心勃勃的小教堂”。然而它的洋葱圆顶屡屡因自然灾害遭到损坏，因此需要经常维护。